# Conistra postradiata
Conistra postradiata là một loài bướm đêm trong họ Noctuidae.